# Grès de Saint-Martin
Le Grès de Saint-Martin est un polissoir situé sur le territoire de la commune d'Assevillers dans l'est du département de la Somme.

## Historique
La pierre est signalée dès 1867 à la Société des antiquaires de Picardie. Menacé de destruction par des carriers, le polissoir est classé monument historique le 11 février 1899. À l'origine, le bloc de pierre était situé à 1,5 km au nord du village, dans la plaine de la Croix de Saint-Martin avant d'être transporté près de l'église Notre-Dame-de-l'Assomption,.

## Caractéristiques
Le grès de Saint-Martin est un bloc de grès gris de forme triangulaire. Il mesure 2,60 m de long sur 1,15 m de large d'un côté et 0,3 m de l'autre. Il comporte une dépression naturelle (0,85 m de long sur 0,25 m de large et 0,40 m de profondeur) entourée de part et d'autre par deux cuvettes de polissage à peu près circulaires. Celle de gauche mesure 0,47 m de long sur 0,35 m de large et 0,7 cm de profondeur et celle de droite 0,70 m de long sur 0,50 m de large et 0,10 m de profondeur. Une petite plage de polissage (0,20 m de long sur 9 cm de large) de forme rectangulaire et trois rainures (18 cm de long sur 4 cm de large et 3 à 5 cm de profondeur) sont visibles respectivement sur le côté gauche et sur le côté droit de la cuvette de droite,.

## Folklore
Selon la légende, Saint-Martin aurait évangélisé la région et notamment Assevillers, il aurait combattu le Diable a cet endroit et son cheval en se cabrant se serait appuyé sur la pierre qu'il aurait marqué de son empreinte. Par la suite, Saint-Martin aurait pris l'habitude de laisser son son cheval se désaltérer dans la cuvette ainsi formée. Selon la croyance populaire, la pierre avait ainsi des vertus curatives et les habitants d'Assevillers emmenaient leurs montures souffrantes au grès de Saint-Martin, leur en faisaient faire trois fois le tour puis les laissaient boire l'eau stagnante de la cuvette,.